# Lionel Noël
Pour les articles homonymes, voir Noël (homonymie).
Lionel Noël (né en 1961 à Jehanster en Belgique) est un écrivain québécois d'origine belge, membre de l’UNEQ et auteur de roman policier historique.
Pionnier du polar historique et du récit de guerre au Québec, cet ancien diplômé de l'école d'hôtellerie de Spa devient au tournant de l'an 2000 un des auteurs incontournables du roman d'espionnage francophone canadien.

## Biographie
Après cinq années d'errance littéraire, dont une tentative infructueuse de faire publier aux Éditions Baleine, une aventure québécoise du célèbre détective Le Poulpe, la carrière d'écrivain de Lionel Noël débute en 1999, au terme d'une décennie où émergent plusieurs maisons d'éditions montréalaises, Trait d'union, De Beaumont, Point de fuites... Destinées à promouvoir localement la littérature classique et de genre, la poésie et l'essai, elles permettent de tracer la voie à plusieurs Talents ne trouvant pas de débouché à leurs manuscrits. Louna son premier roman publié en décembre 1999 aux éditions De Beaumont, reçoit le Prix Arthur-Ellis, volet francophone. Dans la foulée de ce Prix et la fin des activités des éditions De Beaumont, il signe un contrat avec la maison d'édition Libre Expression pour un manuscrit intitulé Protocole Hegemony. Par décision éditoriale, ce thriller d'espionnage, qui ne verra jamais le jour, sera publié vingt ans plus tard sous le titre : Septembre avant l'apocalypse . Au salon du livre de Montréal, en 2001, il rencontre Michel Meyer, éditeur à Verviers (ville d'origine de l'auteur). Avec l'aval de Léone Rameau, présidente du groupe Édipresse Canada, le fondateur des Éditions Nostalgia décide de distribuer Louna dans la province de Liège. Aidé par les contacts de Michel Meyer dans les médias, il participe à divers émissions de télévision (Télévesdre) et de radio, (Radiolène) et à la RTBF dans l'émission Les Belges du bout du Monde, animée par Adrien Joveneau. Après un voyage promotionnel en Belgique entre les mois de décembre 2002 et janvier 2003, Noël entame une collaboration avec l'écrivaine Élisabeth Lange, veuve d'André Fernez, père de la prestigieuse série Nick Jordan. Cette tentative de réactualiser les aventures de l'espion fétiche des Éditions Marabout reste dans les cartons. Sous l'impulsion de Michel Meyer, un autre projet prend forme, une collection de polars au titre évocateur : Mouton Noir. Mais dès 2005, l'éditeur et bouquiniste de la rue Jardon doit affronter la réalité économique impitoyable du marché du livre, il interrompt ses activités. À 54 ans, l'homme au cigare et au verre de vin décède en 2008. Lionel Noël obtient plus de succès avec les éditions Alire. Son deuxième livre, Opération Iskra, publié en 2004, lui apporte cette réputation de trafiquant d'histoire dans un genre littéraire généralement occulté par les médias.
Malgré une bourse du Conseil des Arts et des Lettres du Québec et une du Conseil des Arts du Canada, les éditeurs le boudent jusqu'à la publication de son troisième roman en octobre 2013 : Brouillard d'automne. À la suite de la volonté des éditions Alire d'élargir son réseau commercial au marché européen, ce roman est lancé et distribué en Belgique et dans plusieurs départements français dès mars 2014, à l'occasion de la présence de l'auteur à la foire du livre de Bruxelles  2014. En septembre 2016, Dimédia Diffusion annonce la parution d'un premier récit classique. La revue Le Libraire cite : Et avec Lionel Noël, on plonge dans le parcours culinaire-et initiatique-d'un maître, à travers la Belgique et le Québec, à travers le XIX jusqu'aux années 1960. Dans L'Ordre du Méchoui (édition Tête première), il est aussi question d'une énigmatique confrérie des broches. En octobre 2019, les tablettes des libraires accueillent un nouveau polar d’espionnage, pur jus. Toujours publié aux éditions Alire, Halifax Express est annoncé par la critique comme une des grandes surprises de la rentrée littéraire.

## Romans
- Louna. Éditions de Beaumont. Montréal 1999. Une histoire d'attentat contre une Première Ministre souverainiste du Québec. Une policière du Service de police de la ville de Montréal et un vétéran du Spécial Air Service mènent l'enquête. 289 pages. Prix Arthur-Ellis, 2000[8].
- Opération Iskra. Éditions Alire[N 3]. Lévis octobre 2004. Course contre la montre pour Egan O'Shea, un agent de l'OSS, cherchant à déjouer un complot contre Winston Churchill et Franklin Roosevelt durant la Conférence de Québec en août 1943. Comme mentionné sur le quatrième de couverture du roman Brouillard d'automne, ce polar d'espionnage à saveur historique vaut à l'auteur la sympathie de milliers de lecteurs au Québec, en France et en Belgique. 367 pages[9].
- Brouillard d'automne, Lévis, éditions Alire, octobre 2013, 619 p. Egan O'Shea revient dans ce récit de guerre et d'espionnage qui se déroule au cœur de la bataille des Ardennes en décembre 1944. Finaliste au top 9 pour le Prix Arthur-Ellis en 2014. Réédition en petit format le 15 mars 2018, 644 pages.
- L'Ordre du Méchoui, Montréal, Éditions Tête première, octobre 2016, 352 p. Biographie originale, ludique et culinaire de Maître Sans Loi, un rôtisseur expert dans l'art de la broche. Sur la fiche de présentation de Dimédia, ce roman classique s'inscrit dans la ligne historique cher à l'auteur[10],[11]
- Halifax Express. Édition Alire. Lévis. Octobre 2019. Version petit format : 21 mars 2024. 448 pages. Histoire inspirée de la défection du Soviétique Igor Gouzenko, en 1945 et du transfert de l’or britannique au Canada en juillet 1940. Francis Lemay, un enquêteur de la GRC, se rend à Ravensbrück libéré par les Soviétiques, afin de procéder à l’interrogatoire d’une prisonnière témoin du vol d’un train ayant transporté le Trésor national britannique.
- Septembre avant l’apocalypse. Éditions Alire. Lévis, le 11 septembre 2023. 536 pages. Août 2011 : Desmond Bingham couvre les pires scènes de guerre depuis deux décennies. Connu de tous, il n'est pas surpris quand un colonel de l'armée américaine lui propose une rencontre secrète à Bruxelles. Mais lorsque John Drax lui révèle ce qu'il veut rendre public, Bingham est soufflé. Selon Drax, le gouvernement des États-Unis utilise depuis des années une agence privée pour accumuler du renseignement et exécuter ses basses besognes à l'abri du regard des agences officielles. Or Atropos, qui vient tout juste d'alerter le gouvernement qu'un attentat plane sur le pays, est sur le point d'être démantelée. Dès lors, pour Bingham, le sprint débute. Il doit trouver qui se cache derrière Atropos.